# Peakhurst
Peakhurst är en del av en befolkad plats i Australien. Den ligger i kommunen Hurstville och delstaten New South Wales, i den sydöstra delen av landet, omkring 19 kilometer sydväst om delstatshuvudstaden Sydney. Antalet invånare är 2 294.
Trakten är tätbefolkad. Närmaste större samhälle är Sydney, omkring 19 kilometer nordost om Peakhurst. 
Runt Peakhurst är det i huvudsak tätbebyggt. Genomsnittlig årsnederbörd är 1 507 millimeter. Den regnigaste månaden är juni, med i genomsnitt 232 mm nederbörd, och den torraste är juli, med 39 mm nederbörd.